# جون هارينغتون (كاتب)
السير جون هارينغتون (4 أغسطس 1560 - 20 نوفمبر 1612) من كيلستون في سومرست بإنجلترا ولكنه ولد في لندن، وكان أحد رجال البلاط الإنجليزي ومؤلفًا ومترجمًا، ويشتهر بأنه مخترع المراحيض المزودة بنظام شطف. وبرز في بلاط الملكة إليزابيث الأولى، وكان يُعرف باسم «الابن الروحي الوقح»، لكن شعره وكتاباته الأخرى تسببت بنيله حظوة عند الملكة ثم تخليها عنه. وقد كان مؤلفًا لوصف سبّاق للمراحيض المزودة بنظام الشطف في منزله في كيلستون، ويظهر الوصف في عمله خطاب جديد لموضوع قديم، يسمى تحول إيجاكس (1596)، وهو قصة رمزية سياسية وهجوم مشفر على النظام الملكي، والذي أصبح في الوقت الحاضر أشهر أعماله.

## النشأة وأسرته

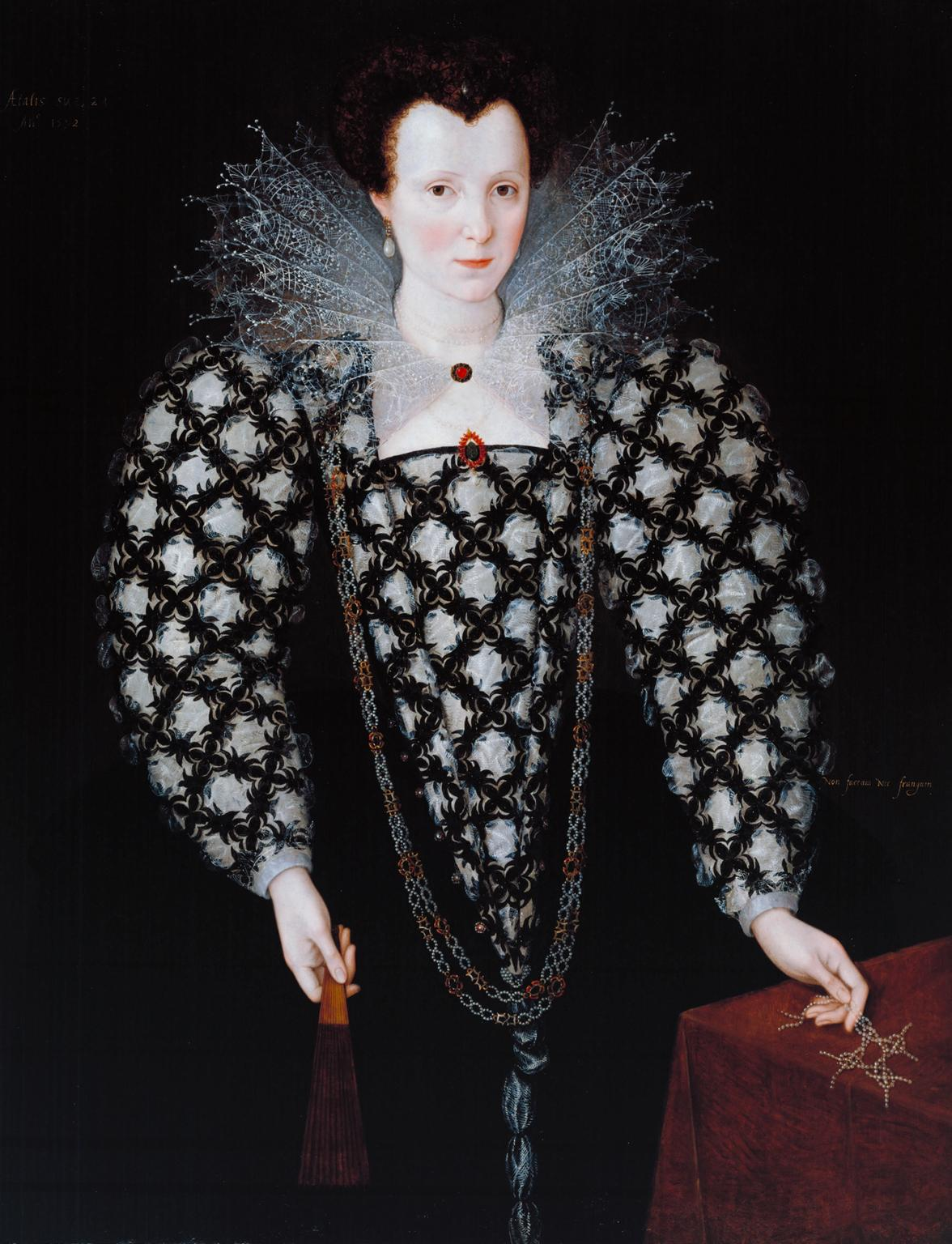
بورتريه لماري روجرز، الليدي هارينغتون، 1592. تم اقتناؤه بمساعدة صندوق الفنون وعدد من المساهمين عام 1974

ولد هارينغتون في كيلستون في سومرست بإنجلترا، وهو ابن الشاعر جون هارينغتون من كيلستون وزوجته الثانية إيزابيلا ماركهام إحدى وصيفات الغرفة الخاصة للملكة إليزابيث الأولى. وجرى تكريمه باعتباره الابن الروحي لإليزابيث التي لم تنجب أطفالًا، وهو واحد من بين 102 طفل أخرين.
تلقى تعليمه في إيتون وكلية الملك في كامبريدج.
تزوج هارينغتون بماري روجرز في 6 سبتمبر عام 1583، وهي ابنة جورج روجرز من كانينغتون (ابن السير إدوارد روجرز) وجين وينتر.

## رجل بلاط في عهد إليزابيث الأولى
على الرغم من أن هارينغتون درس القانون، إلا أنه انجذب في وقت مبكر من حياته إلى البلاط الملكي، حيث لفت انتباه إليزابيث أسلوبه في التعبير الحر وشعره. وقد شجعت إليزابيث كتاباته، لكن هارينغتون كان يميل إلى تجاوز الحد في أعماله الرابيلية (فرانسوا رابليه) إلى حد ما والتي تحمل تلميحات جنسية بعض الأحيان.
تسببت محاولته ترجمة كتاب أورلاندو فوريوسو للشاعر أريوستو في إبعاده عن البلاط لعدة سنوات. غضبت إليزابيث من الفظاظة في ترجمات هارينغتون، وأمرته بالمغادرة وعدم العودة قبل أن يترجم القصيدة بأكملها. وقد اختارت هذه العقوبة بدلًا من نفيه فعليًا، لكنها اعتبرت المهمة صعبة للغاية لدرجة أنه كان من المفترض أن هارينغتون لن يكلف نفسه عناء الامتثال. ومع ذلك اختار هارينغتون تنفيذ أمرها وأكمل الترجمة في عام 1591. وقد نالت ترجمته ثناءً كبيرًا، وهي إحدى الترجمات التي لا يزال يقرأها المتحدثون باللغة الإنجليزية حتى اليوم.
يجري اقتباس أحد حكمه الساخرة على نطاق واسع:
الخيانة لا تنتصر أبدًا؟ ما هو السبب؟
لأنها إذا انتصرت، لن يجرؤ أحد على وصفها بالخيانة.
في ذلك الوقت تقريبًا ابتكر هارينغتون أيضًا أول مرحاض مزود بنظام شطف في إنجلترا - أطلق عليه اسم «إيجاكس» (أي «jakes»، وهي الكلمة العامية التي كانت تعني المرحاض آنذاك). وجرى تركيبه في قصره في كيلستون. وكان هذا الطراز السابق لمرحاض الشطف الحديث الذي يحتوي على صمام شطف للسماح للمياه بالخروج من الخزان، وتصميم تصريف لتفريغ الوعاء. وما كان ينقصه هو مصيدة الماء (كوع الرائحة) للحد من الروائح الكريهة، وهو ما اخترعه ألكسندر كومينغ لاحقًا. وتحمل العديد من الشركات المصنعة للمراحيض اسم جون كجزء من اسم الشركة، وهناك خلاف حول ما إذا كان المصطلح الأمريكي الحالي «جون» الذي يرمز للحمام له أي صلة بهارينغتون كمخترعه.
في عام 1596 كتب هارينغتون كتابًا حول اختراعه، تحت الاسم المستعار ميساكموس، بعنوان خطاب جديد لموضوع قديم، يسمى تحول إيجاكس. وقدم الكتاب تلميحات سياسية حول إيرل ليستر، وهو الأمر الذي أغضب إليزابيث. وقد كان هجومًا مشفرًا على البراز أو الفضلات التي كانت تسمم المجتمع بالتعذيب و«التشهير» الذي ترعاه الدولة ضد قريبيه توماس ماركهام ورالف شيلدون. وبعد نشر الكتاب جرى طرده مرة أخرى من البلاط. وربما كانت مشاعر إليزابيث المختلطة تجاهه هي الشيء الوحيد الذي أنقذ هارينغتون من المحاكمة في محكمة غرفة الملك.